# Cistella (gemeente)
Cistella is een gemeente in de Spaanse provincie Girona in de regio Catalonië met een oppervlakte van 26 km². Cistella telt 293 inwoners (1 januari 2016).

## Demografische ontwikkeling
Bron: INE, 1857-2011: volkstellingen
Opm.: In 1857 werd de gemeente Vilaritg aangehecht